# ويليام أوسكار باين
ويليام أوسكار باين (بالإنجليزية: William Oscar Payne)‏ هو لاعب كرة قاعدة أمريكي، ولد في 10 يناير 1879، وتوفي في 24 مارس 1944.